# Маріус Клюмпербек
Маріус Клюмпербек (нід. Marius Klumperbeek, 7 серпня 1938) — нідерландський академічний веслувальник.
Бронзовий призер Олімпійських Ігор 1964 року в складі розпашної четвірки зі стерновим, учасник 1960 року.